# Луганська обласна рада
Луганська обласна рада — є представницьким органом місцевого самоврядування, що представляє спільні інтереси територіальних громад сіл, селищ, міст, у межах повноважень, визначених Конституцією України, Законом України «Про місцеве самоврядування в Україні» й іншими законами, а також повноважень, переданих їм сільськими, селищними, міськими радами.
Обласна рада складається з депутатів, обирається населенням Луганської області терміном на п'ять років. Рада обирає постійні і тимчасові комісії. Обласна рада проводить свою роботу сесійно. Сесія складається з пленарних засідань і засідань її постійних комісій.

## Склад
Луганська обласна рада складається з 124 депутатів, що обираються терміном на 5 років. Станом на 2013 рік Луганську облраду формують 3 фракції:
| Фракція | Фракція         | Кількість депутатів |
| ------- | --------------- | ------------------- |
|         | Партія регіонів | 106                 |
|         | КПУ             | 13                  |
|         | Сильна Україна  | 4                   |

Структуру обласної ради складають 7 комісій:
- Комісія з питань освіти, науки, молоді та спорту;
- Комісія з питань економічного розвитку, бюджету і фінансів;
- Комісія з питань промислової політики, підприємництва, екології та ЖКГ;
- Комісія з питань охорони здоров'я і соціального захисту наеслення;
- Комісія з питань агропромислового комплексу, земельних відносин та соціалного розвитку села;
- Комісія з питань комунальної власності та використання природних ресурсів;
- Комісія з питань регламенту, депутатської діяльності, забезпечення прав громадян, свободи слова та інформації.

## Скандали
14 травня 2014 року у ЗМІ була поширена інформація про висунення ультиматуму Луганською облрадою до київської влади про перетворення України на федерацію та надання російській мові статусу другої державної, інакше вони звернуться до Верховної ради України із прохання розпустити обласну раду. Разом з тим спроба зібрати позачергову сесію облради не вдалась через відсутність кворуму. В той же час низка російських ЗМІ поширила інформацію про саморозпуск Луганської облради та передачу влади «народному ополченню», яка не відповідала дійсності.